# Ocelobeton

Příčný řez typickou ocelobetonovou konstrukcí – ocelový nosník, (železo)betonová deska a spřahovací trny

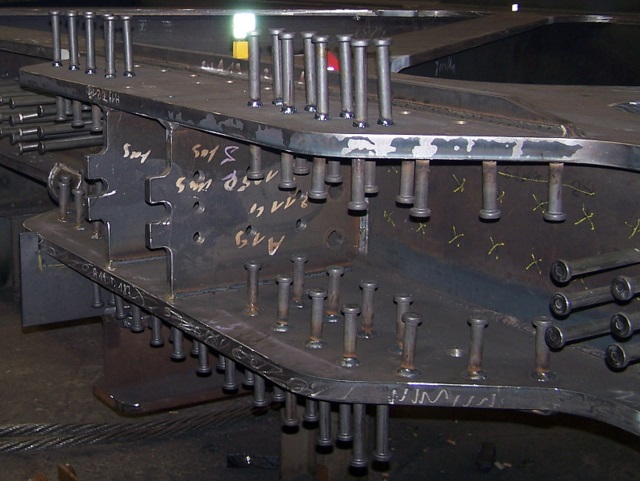
Spřahovací trny navařené na konstrukci

Ocelobeton je kompozitní (spřažená) konstrukce, která využívá dvou, z hlediska materiálového inženýrství velmi rozdílných, materiálů – oceli a betonu. Spojuje výhodně dobré vlastnosti obou materiálů – vysokou únosnost oceli a tuhost (a masivnost) betonu, zároveň tak eliminuje nedostatečnou tuhost ocelové konstrukce a vyrovnává malou tahovou únosnost betonu. Vlastnosti konstrukce jsou díky betonu zlepšeny i při chování za požáru.
Typickým příkladem je ocelobetonový prostý nosník, ve kterém tahové namáhání přenáší z velké části ocelový nosník (I nosník) a beton se podílí na přenesení tlakového namáhání. Aby spojení fungovalo, je užito spřahovacích prostředků, nejčastěji navařených trnů. U spojitého nosníku, kde vznikají nadpodporová namáhání, beton kvůli tahovému namáhání popraská a je kvůli tomu nutné beton vyztužit. Výhodně je možné použít ocelobeton i pro výstavbu tzv. obetonovaných sloupů, zabetonovaných nosníků (ZABENů) nebo mostů.
V běžné praxi je beton lit do ztraceného bednění, které je tvořeno trapézovým ocelovým plechem, jež je pevně spojen s ocelovou konstrukcí. Navrhování spřažených konstrukcí popisuje Eurokód 4 (ČSN EN 1994).